# Söhbətli
Söhbətli è un comune dell'Azerbaigian situato nel distretto di Şabran.